# Постійні представники Латвії при Організації Об'єднаних Націй
Постійний представник Латвії при Організації Об'єднаних Націй — офіційна посадова особа, яка представляє Латвії в усіх органах Організації Об'єднаних Націй. 

## Латвія в ООН
Латвія стала членом Організації Об'єднаних Націй 17 вересня 1991 року. 

## Постійні представники Латвії при ООН
1. Анатолс Дінбергс (1991-1991)
2. Айварс Бауманіс (1991-1997)
3. Яніс Прієдкалнс (1997-2000)[1]
4. Гінтс Єгерманіс (2001-2005)[2]
5. Солвейга Сілкална (2005-2008)[3]
6. Норманс Пенке (2008-2013)[4]
7. Яніс Мазейкс  (2013-2018)[5]
8. Андрій Пілдегович (з 2018)